# هجوم كنيسة أوو
هجوم كنيسة أوو، حادث قتل جماعي نفذ بإطلاق النار وعبوات ناسفة، في 5 يونيو 2022 في كنيسة القديس فرنسيس كسفاريوس الكاثوليكية في مدينة أوو في ولاية أوندو جنوب غرب نيجيريا. وقع الهجوم أثناء تجمع المصلّين للاحتفال بعيد العنصرة. أسفر الهجوم عن أربعين قتيلًا بينما لا يزال 61 شخصًا من المصابين يتلقون العلاج في المستشفى.